# Tiorba
La tiorba es un instrumento musical semejante al laúd barroco, pero con mayores dimensiones, ya que puede llegar a medir entre 115 y 130 cm, aunque hay una versión menor denominada tiorbino. Suele llevar 14 cuerdas y está compuesto por dos mástiles o mangos y ocho cuerdas adicionales para los bajos, sin trastear.
Según el diccionario de la lengua española es un vocablo de origen incierto aunque se cree que proviene del latín tiorba.

## Historia
La tiorba apareció en Italia hacia finales del siglo XVI. Su invención se atribuye normalmente más que a Piccinini al laudista Antonio Nardi, de sobrenombre "el Bardella", que estuvo en Florencia al servicio de los Médici. Podía abarcar de 14 a 16 órdenes. Existían dos modelos de tiorba:
Tiorba paduanaLlamada así y descrita por Michael Praetorius. Tenía la forma de un laúd de 16 cuerdas –8 sobre el diapasón y 8 bordones– y dos clavijeros, normal el primero, rematando el alargamiento del mango el segundo. La ampliación de las dimensiones de la caja redundó en detrimento de las cuerdas más agudas, que tuvieron que afinarse a la octava inferior.
Tiorba romana o guitarrónEra un laúd bajo de 14 cuerdas, 6 de las cuales sobre el diapasón y 8 bordones. También en este las das primeras cuerdas se afinan a la octava inferior. La tiorba romana o guitarrón se caracterizaba, según Praetorius, por la extraordinaria largura del mango. Además el fondo de la caja podía ser plano.
No se cree que estos fueran los únicos instrumentos derivados del laúd. Adriano Banchieri habla en una de sus obras de un arpicordo lautado, instrumento que reúne las cualidades del arpa y del laúd, y de un arpaguitarrón, de invención propia, que en los graves tiene el efecto del guitarrón y en los agudos se asemeja al arpa. En la orquesta de Monteverdi el guitarrón ocupa un lugar importante en la ejecución del bajo continuo, unido en esto al órgano. Satisfacía plenamente las exigencias de los músicos, que lograban realizar el bajo continuo en este instrumento incluso con elaboradas figuraciones. Y esto hasta la mitad del siglo XVII.

### Videos
- Ma Bergère est tendre et fidelle – Michel Lambert (Arr. Daniel Zapico, tiorba)
- Pastoralle – Robert de Visée (Arr. Daniel Zapico, tiorba)
- Les Barricades Mystérieuses – F. Couperin (Arr. Daniel Zapico, tiorba)
- Españoletas – Gaspar Sanz (Arr. Daniel Zapico, tiorba)
- Chaconne, Sol majeur – Robert de Visée (Daniel Zapico, tiorba)
- Gio. G. Kapsberger (Daniel Zapico, tiorba)
- Tommie Andersson demostrando y tocando nuevas composiciones para tiorba
- Rolf Lislevand tocando de Visée
- Duet for theorbos by Castaldi

### CD
- Au monde – Daniel Zapico, tiorba (Alborada éditions ALB001)

- Datos: Q840920
- Multimedia: Theorbos / Q840920